# Conselho Nacional de Camarões do Sul
O Conselho Nacional de Camarões do Sul (em inglês:  Cameroons National Council, SCNC) é uma organização que busca a independência dos anglófonos nos Camarões do Sul da predominantemente francófona República dos Camarões (La République de Camarões). É uma organização não-violenta, e seu lema é "A força do argumento, e não o argumento da força."
Como o grupo defende a separação dos Camarões, foi declarado uma organização ilegal pelo governo de Paul Biya. 